# Теорема Гурвица о нормированных алгебрах с делением
Теорема Гурвица о нормированных алгебрах — утверждение о множестве всех возможных алгебр с единицей, допускающих при введении скалярного произведения правило «норма произведения равна произведению норм» (нормированная алгебра). Установлена немецким математиком Гурвицем в 1898 году..

## Формулировка
Любая нормированная алгебра с единицей изоморфна одной из четырех алгебр: действительных чисел, комплексных чисел, кватернионов или октонионов.

## Примечание
Здесь нормированной алгеброй называется алгебра, для любых двух элементов {\displaystyle a} и {\displaystyle b} которой выполняется тождество {\displaystyle (ab,ab)=(a,a)(b,b)}, где {\displaystyle ab} — произведение в алгебре, {\displaystyle (\cdot ,\cdot )} — скалярное произведение.

## Доказательство
Доказательство теоремы содержится в книге .